# Hoyt Richards
Hoyt Richards, de son vrai nom John Richards Hoyt, est un acteur américain né le 10 avril 1962 à Syracuse, New York (États-Unis).

## Biographie
Il a été marié entre juillet 2005 et 2009 à l'actrice Amy Lindsay.

## Filmographie
- 1998 : 6 jours, 7 nuits (Six Days Seven Nights) : Model
- 1998 : Distress Signals : Troy Stewart
- 1999 : Hit and Runway (en) de Christopher Livingston : Jagger Stevens
- 2002 : Three Sisters (série TV) : Peter
- 2003 : Get Money (vidéo) : Braswell (Bank Manager)
- 2004 : High Art, Low Life (vidéo) : Bing Jarvis
- 2004 : Black Tie Nights (série TV)
- 2006 : Turistas (Paradise Lost) : Ken
- 2006 : Transgressions : Agent
- 2007 : Futbaal: The Price of Dreams : Jerome
- 2007 : Les Experts : Miami (CSI: Miami) (série TV) : Richie Rick
- 2008 : Dog Tags : Gene
- 2008 : Action News 5 : Nigel Mcmann
- 2009 : American High School : Kip Dick
- 2014 : dumbbells : jack guy